# Kirsten Nieuwendam
Kirsten Nieuwendam (ur. 26 sierpnia 1991 w Paramaribo) – surinamska lekkoatletka (sprinterka), olimpijka.
Dwukrotnie reprezentowała swój kraj na igrzyskach olimpijskich; w Pekinie i w Londynie startowała w biegu na 200 metrów, jednak w obydwóch, kończyła swój udział na eliminacjach. Podczas eliminacji 200 metrów w Pekinie Nieuwendam uzyskała czas 24,46; w biegu eliminacyjnym zajęła 7. miejsce, a w generalnej klasyfikacji – 44. miejsce na 46 zawodniczek, biorących udział w eliminacjach.
Cztery lata później, surinamska sprinterka uzyskała czas 24,07, jednak w biegu eliminacyjnym zajęła 8. miejsce; ostatecznie, zawodniczka została sklasyfikowana na 46. miejscu, wśród startujących w eliminacjach.
Wielokrotna reprezentantka kraju w dużych zawodach lekkoatletycznych. Rekordzistka Surinamu na różnych dystansach sprinterskich.